# Carlos Luis de Ribera y Fieve
Carlos Luis de Ribera y Fieve (Roma, 1815-Madrid, 14 de abril de 1891) fue un pintor español, hijo de Juan Antonio Ribera y Fernández.

## Biografía
Fueron sus padrinos bautismales los destituidos reyes Carlos IV y María Luisa. En 1830, con su lienzo Vasco Núnez de Balboa, logró un primer premio de la Real Academia de Bellas Artes de San Fernando, donde se instruyó, completando su formación como pensionado en Roma y París, donde estudió con Paul Delaroche.

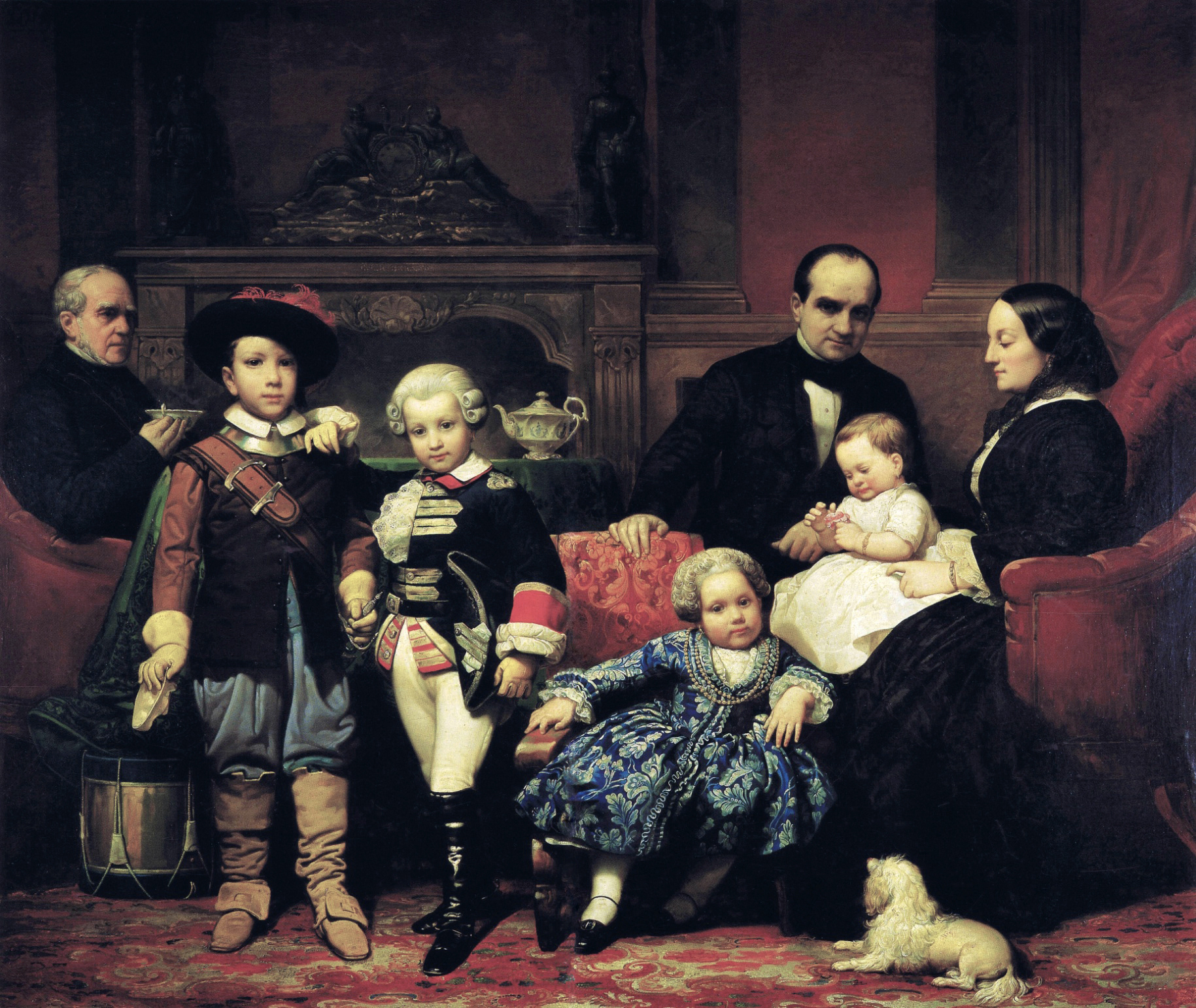
Familia de Don Gregorio López de Mollinedo (Colección particular, Madrid, 1854). Muestra de la influencia delarochesca en la pintura de Ribera, donde destacan las impresionantes calidades táctiles, la perfección dibujística, la fusión luz-color de inapreciable y milimétrica pincelada y la concepción cuasi fotográfica del conjunto.

El 23 de marzo de 1845 fue nombrado profesor agregado de la Academia de Bellas Artes de San Fernando. Sobre la base de sus méritos se le concedió en grado de caballero la Real y Distinguida Orden de Carlos III el 15 de diciembre de 1860 y en febrero de 1861 fue sustituido por Joaquín Espalter y Rull como profesor numerario de Antiguo y Ropajes de la Escuela Superior. Además, fue condecorado con la gran cruz de la Orden de Isabel la Católica, concedida por decreto de  27 de agosto de 1870. Desde 1878 participó como miembro de jurado por parte de la Real Academia y en los años 1883, 1886 y 1888 por parte del Ministerio de Estado para otorgar la pensión a Roma en temas de Pintura, Pintura de historia y  Grabado en hueco.
Desempeñó el cargo de pintor de cámara de la reina Isabel II, fue consejero de Instrucción Pública y director de la Academia de San Fernando.

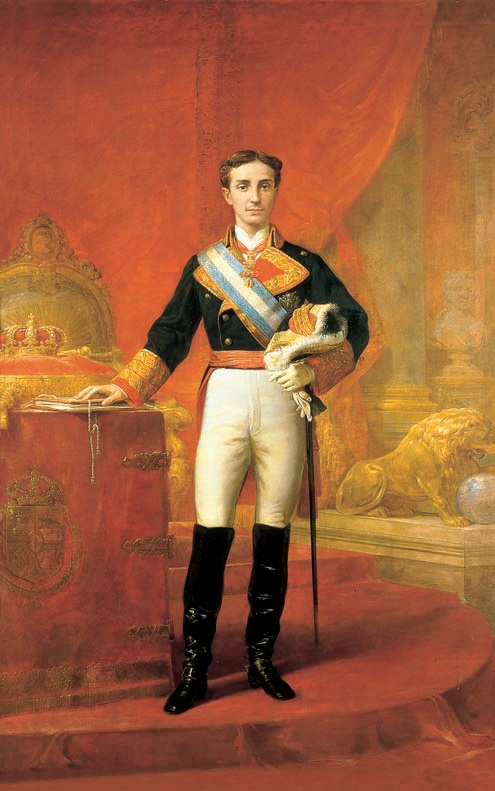
Retrato de Alfonso XII con diecisiete años (Banco de España, Madrid, 1874).

Cultivó el tema histórico con cuadros como Don Rodrigo Calderón camino del cadalso y La Toma de Granada por los Reyes Católicos; y también el religioso (La conversión de San Pablo, La Asunción de la Virgen). Decoró el interior del Palacio de las Cortes (1850) y de la iglesia de San Francisco el Grande, destacando a su vez como fidelísimo retratista, propugnando una pictórica tardorromántica fundamentada en el dibujo, la contención de la forma y en criterios posclásicos franco-académicos y del purismo cortesano. En este caso, en contraposición con Federico de Madrazo y Kuntz ante los devenires románticos (técnicamente, que no en los conceptos), además de la de Ingres destaca la influencia de su maestro Paul Delaroche, quien, como pintor romántico dentro del clasicismo, era un espectacular retratista con una calidad de dibujo increíble, con colores contrastados y contornos perfectamente silueteados, además de con un acabado técnico de pincelada que hace imperceptible los toques de pincel. Pero creaciones del discípulo como el logradísimo retrato de conjunto de La Familia de Don Gregorio López de Mollinedo, ofrecen un carácter íntimo-romántico que es el mismo que reflejaría en obras de tinte histórico de gran formato como las anteriormente mencionadas.